# Układ hybrydowy (automatyka)
Układ hybrydowy – układ dynamiczny, który wykazuje zarówno ciągłe, jak i dyskretne własności dynamiczne.
Poglądowo rzecz ujmując jest to system, który może zarówno „płynąć” (co daje się opisać równaniami różniczkowymi), jak i może „przeskakiwać” (co opisuje się równaniami różnicowymi albo grafami sterowań). Często termin „hybrydowy układ dynamiczny” bywa używany by odróżnić taki układ od układów hybrydowych, które łączą w sobie sieci neuronowe lub logikę rozmytą albo elektryczne lub mechaniczne układy napędowe. Układ hybrydowy ma tę zaletę, że ujmuje w swej strukturze szerszą klasę układów co pozwala na większą swobodę przy modelowaniu zjawisk dynamiki.
W ogólności, stan układu hybrydowego jest zdefiniowany przez wartości zmiennych ciągłych i dyskretny tryb sterowania. Stan zmienia się albo w sposób ciągły, zgodnie z uwarunkowaniami przepływu, albo dyskretnie według tak zwanego grafu sterowania. Przepływ ciągły dozwolony jest tak długo jak długo obowiązują tak zwane „niezmienniki”, podczas gdy dyskretne przejścia mogą nastąpić, gdy tylko zostaną spełnione określone „warunki przejścia”. Przejścia dyskretne mogą być ponadto powiązane ze „zdarzeniami”.

## Przykłady
Układy hybrydowe były używane do modelowania różnych układów, w tym układów fizycznych z „uderzeniem”, regulatorów z dynamiką opartą na logice, a nawet przeciążeń sieci internetowej.

### Odbijająca się piłka
Klasycznym przykładem układu hybrydowego jest odbijająca się piłka, czyli układ fizyczny z „uderzeniem”. W przykładzie tym piłka (rozumiana jako punkt masy) upuszczana jest z początkowej wysokości i odbija się od podłoża, rozpraszając energię przy każdym odbiciu. Piłka taka, pomiędzy każdym odbiciem, wykazuje dynamikę ciągłą; jednakże, gdy piłka uderzy o podłoże, jej prędkość podlega zmianie dyskretnej modelowanej przez zderzenie niesprężyste.
Można sformułować opis matematyczny odbijającej się piłki. Niech {\displaystyle x_{1}} oznacza wysokość piłki, a {\displaystyle x_{2}} jej prędkość. Układ hybrydowy opisujący piłkę przedstawia się następująco:
Gdy {\displaystyle x\in C=\{x_{1}>0\},} przepływ opisany jest równaniami:
{\displaystyle {\dot {x_{1}}}=x_{2},{\dot {x_{2}}}=-g,}
gdzie {\displaystyle g} to przyspieszenie wywołane siłą ciążenia. Równania te stanowią, że gdy piłka znajduje się powyżej podłoża to jest ściągana do podłoża przez siły grawitacji.
Gdy {\displaystyle x\in D=\{x_{1}=0\},} odbicia piłki opisane są równaniami:
{\displaystyle x_{1}^{+}=x_{1},x_{2}^{+}=-\gamma x_{2},}
gdzie {\displaystyle 0<\gamma <1} jest czynnikiem rozproszenia. Oznacza to tyle, że gdy piłka znajduje się na wysokości równej zero (uderzyła właśnie o podłoże), jej prędkość ulega zmianie i zostaje zmniejszona o czynnik {\displaystyle \gamma .} W efekcie opisuje to naturę zderzenia niesprężystego.
Odbijająca się piłka stanowi szczególnie interesujący układ hybrydowy, gdyż wykazuje zachowanie Zenona. Zachowanie Zenona ma swoją ścisłą definicję matematyczną, ale można je poglądowo opisać jako układ wykonujący nieskończoną ilość skoków w skończonym czasie. W przytoczonym przykładzie za każdym razem, gdy piłka odbija się, traci energię, przez co kolejne odbicia (uderzenia o podłoże) mają miejsce w coraz krótszych odstępach czasu.
Warto przy tym zauważyć, że model układu dynamicznego jest kompletny wtedy i tylko wtedy, jeśli doda się siłę kontaktową pomiędzy podłożem a piłką. W istocie, bez sił nie można odpowiednio zdefiniować odbijającej się piłki i model, z mechanicznego punktu widzenia, traci sens. Najprostszy model kontaktu, który przedstawia interakcje pomiędzy piłką i podłożem, to związek wzajemnego uzupełniania się siły i odległości (odstępu) pomiędzy piłką a podłożem. Można to zapisać jako:
{\displaystyle 0\leqslant \lambda \perp x_{1}\geqslant 0.}
Taki model kontaktu nie ujmuje w sobie sił magnetycznych ani efektów lepkości. Gdy związki wzajemnego uzupełniania się zostały zamodelowane, można kontynuować integrację układu po tym jak uderzenie zostało zakumulowane i zanikło: równowaga układu jest dobrze zdefiniowana jako równowaga statyczna piłki na podłożu, przy działaniu siły ciężkości skompensowanej przez siłę kontaktową {\displaystyle \lambda .} Z podstawowej analizy wypukłej wynika, że związek wzajemnego uzupełniania się można równoważnie zapisać jako zawartość w stożku normalnym, tak że dynamika odbijającej się piłki stanowi włączenie różnicowe do stożka normalnego dla zbioru wypukłego.

## Inne podejścia do modelowania
Można wyróżnić dwa podstawowe podejścia do modelowania układów hybrydowych:
- jawne,
- niejawne.

W podejściu jawnym układ często opisuje się za pomocą automatu hybrydowego lub hybrydowej sieci Petriego. W modelowaniu niejawnym stosuje się równania logiczne z wyborem (ang. guarded equations), w których ciąg wyrażeń logicznych zwanych strażnikami (ang. guard) używany jest do wyboru spomiędzy ciągu wyników tego samego typu. Prowadzi to do układu algebraicznych równań różnicowych, gdzie równania aktywne mogą być zmieniane, na przykład za pomocą hybrydowych grafów powiązań stosowanych do graficznego opisu dynamicznych układów fizycznych (ang. bond graph).
Unifikujące podejście do symulacji układów hybrydowych oferuje metoda oparta na formalizmie DEVS (ang. Discrete Event System Specification), w którym integratory równań różnicowych są kwantowane do zatomizowanych modeli DEVS. Metody te generują przebiegi zachowań układu w sposób typowy dla zdarzeń dyskretnych, co odróżnia je od układów czasu dyskretnego. Do takiego modelowania można wykorzystać pakiet oprogramowania PowerDEVS.